# Alverskirchen
Alverskirchen ist ein Dorf und Ortsteil der Gemeinde Everswinkel im nordrhein-westfälischen Kreis Warendorf, etwa 15 Kilometer südöstlich von Münster.

## Geschichte
Alverskirchen entstand um das Jahr 1200 durch die Gründung einer Kirche unter Hermann II. zur Lippe, die der heiligen Agatha geweiht ist. Der Ortsname geht auf einen Mann namens Albin, Alvin, Albrie oder Alvrie zurück. Er hat die Kirche entweder erbauen lassen oder den Boden dafür bereitgestellt. Erstmals erschien der Ort daher unter dem Namen Alvinskerken.
Im Laufe seiner Geschichte brannte das Dorf immer wieder durch ausgedehnte Brände nieder. Im Zuge des Dreißigjährigen Krieges erlitt das Dorf einen zeitweiligen Niedergang und viele Höfe waren verlassen. Ein wichtiges Standbein des Dorfes war auch im 18. Jahrhundert die Landwirtschaft. Daneben waren seine Bewohner als Kaufleute, Händler, Tagelöhner und Handwerker beschäftigt. Nach dem Zweiten Weltkrieg stieg die Einwohnerzahl von Alverskirchen durch den Zuzug von Vertriebenen deutlich an.
Im Zuge der kommunalen Neuordnung wurden die beiden bis dahin eigenständigen Gemeinden Alverskirchen und Everswinkel am 1. Januar 1975 zur neuen Gemeinde Everswinkel zusammengeschlossen.

## Bauwerke

### St. Agatha-Kirche

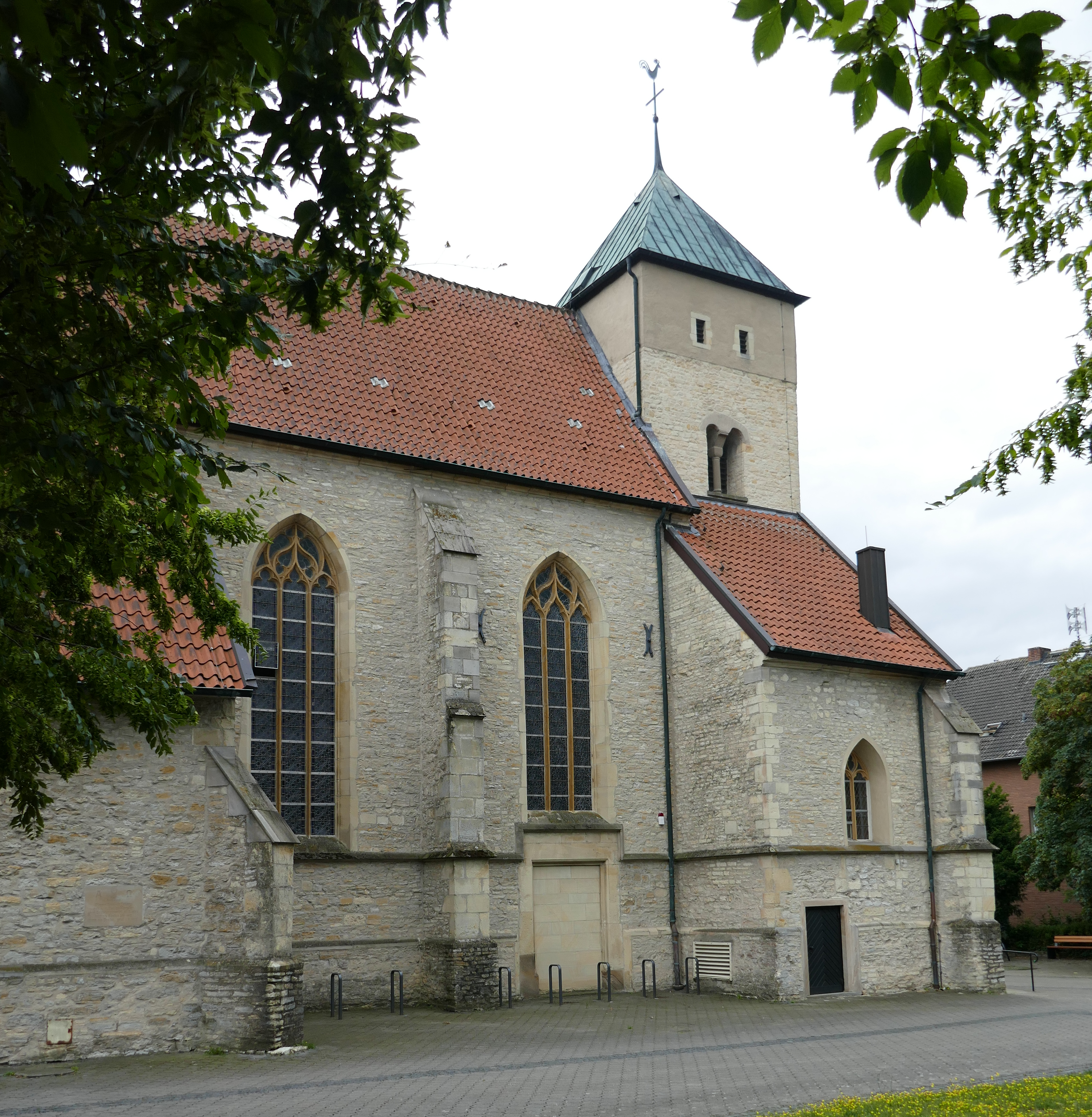
St. Agatha

Die Sankt-Agatha-Kirche bestand schon zur Zeit des ersten Fürstbischofs von Münster, also vor 1203. Sie gehört zur Katholischen Kirchengemeinde St. Magnus / St. Agatha Everswinkel – Alverskirchen. Die Kirche ist der heiligen Agatha geweiht, der Beschützerin von Feuersnot. Als erster Patron der Kirche wird 1613 der heilige Johannes genannt. Allerdings scheint es, dass der heiligen Agatha nach drei vernichtenden Brandkatastrophen, von denen das Dorf heimgesucht wurde, zunehmende Verehrung zuteilgeworden zu sein scheint, bis sie schließlich den Platz einer Patrona primaria einnahm. Der heutige Kirchturm stammt noch aus der Gründungszeit des Gotteshauses. Seinen wehrhaften Charakter verdankt der massige, im romanischen Stil errichtete Bau auch der Tatsache, dass die Eingangstür sehr klein ist und nur wenige Fenster vorhanden sind. Seine heutige Breite erhielt er allerdings erst 1703.

### Gut Brückenhausen

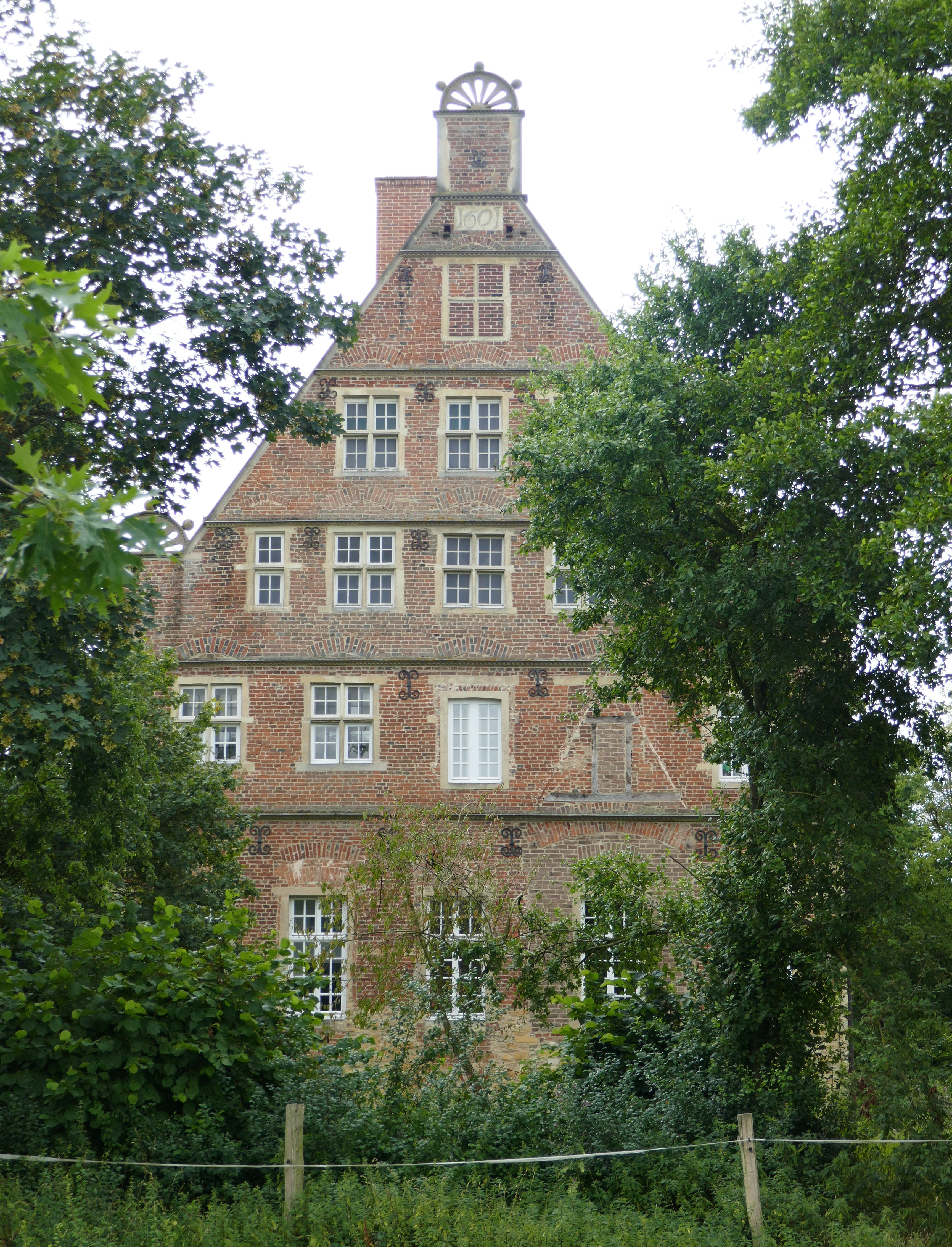
Gut Brückenhausen

Zwei Kilometer südlich von Alverskirchen liegt das Gut Brückhausen, über Jahrhunderte hinweg ein einflussreiches Herrenhaus.

## Naturschutzgebiete

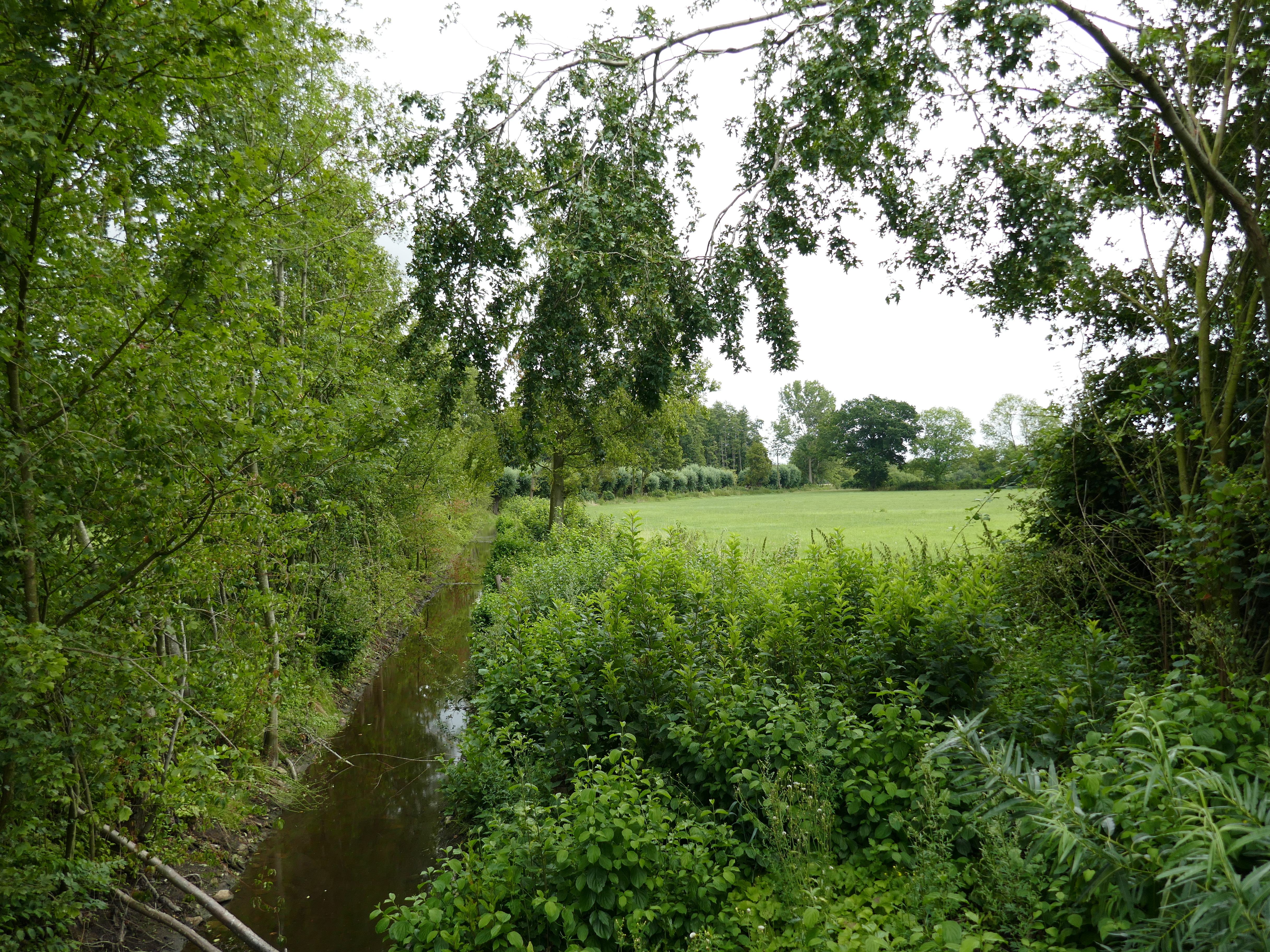
Naturschutzgebiet Dorffeld, Piepenbach

Auf dem Gebiet Alverskirchens liegen die Naturschutzgebiete Dorffeld, Angelniederung und Angelniederung westlich der K 33.